# 白話小説
白話小説（はくわしょうせつ）は中国において、伝統的な文語文（漢文）で記述された文言小説に対して、より話し言葉に近い口語体で書かれた文学作品のことである。

## 歴史
白話小説として最も早期のものとして唐代の変文があり、宋代には口語を用い、娯楽的、勧善懲悪的な内容の説話が作られるようになった。現在伝わる『三国志演義』は宋代に「三国志語り」が語った台本に加筆していき、明代に整理されて成立したものとされている。
明清代になると、数多くの白話による作品が作られ、江戸時代には白話小説を含む中国の俗文学が数多く日本に輸入された。漢学者らは俗文学に対して排斥の態度を示したが、長崎の通訳だった岡島冠山や荻生徂徠らが関心を示し、唐話学（当時の現代中国語）とともにその普及に努めた。その後、曲亭馬琴、上田秋成らに大きな影響を与えた。
中華民国期には陳独秀、胡適、魯迅らを筆頭にした言文一致運動が興り文語文が使用されなくなると、小説の区分としての白話小説は消滅した。

## 主な白話小説
- 三国志演義[注 4]
- 西遊記[注 5]
- 水滸伝[注 6]
- 金瓶梅

以上4作を中国元代から明代にかけて書肆による販売戦略で「四大奇書」と呼んだ。
- 紅楼夢

清代の作品。中国では『金瓶梅』の代わりにこれを含めて「四大名著」と呼ばれた。
- 三言二拍

宋代から明代までの短編小説を集めた5冊の短編集の合称で、重複等を除き198編を集める。
- 今古奇観

三言二拍から40編を選んだ選集。